# Jestřabí Lhota

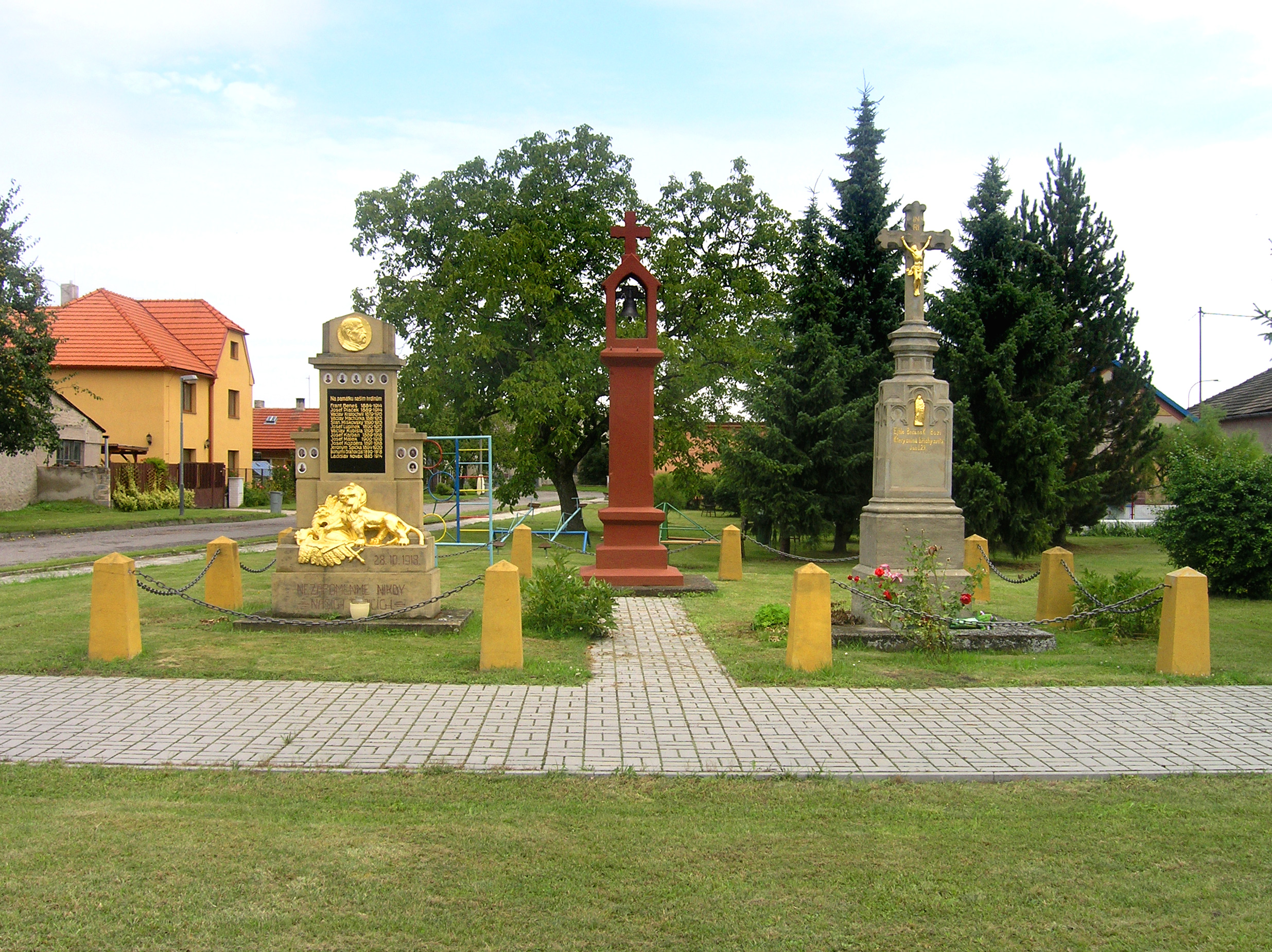
Dorfplatz

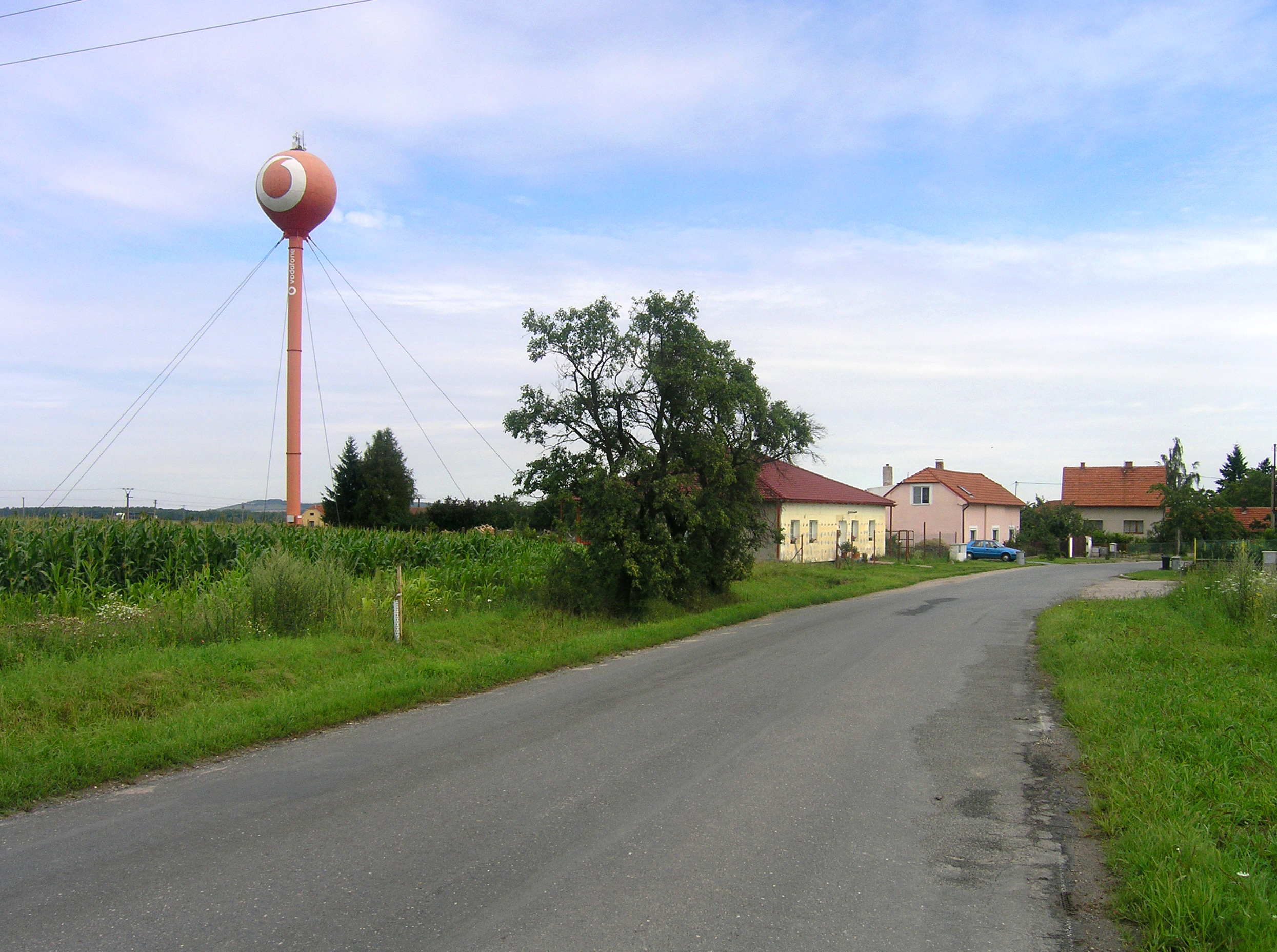
Südlicher Teil des Dorfes

Jestřabí Lhota (deutsch Lhota Jestrabi, 1939–45 Habichtslhota) ist eine Gemeinde in Tschechien. Sie liegt acht Kilometer nordöstlich des Stadtzentrums von Kolín und gehört zum Okres Kolín.

## Geographie
Jestřabí Lhota befindet sich linksseitig des Baches Bačovka in der Středolabské tabule (Tafelland an der mittleren Elbe). Am westlichen Ortsrand verläuft die Staatsstraße II/328 zwischen Kolín und Městec Králové. Südöstlich erhebt sich der Homole (279 m n.m.), im Westen der Vrch (Friedrichsberg, 221 m n.m.). Gegen Südwesten erstreckt sich das Werksgelände der TPCA.
Nachbarorte sind Sány, Dobšice, Hájky und Žehuň im Norden, Polní Chrčice und Ohaře im Nordosten, Na Farmě, Lipec und Němčice im Osten, Bělušice im Südosten, Býchory und Eleonorov im Süden, Ovčáry, Hradišťko I und Veltruby im Südwesten, Volárna im Westen sowie Kanín und Opolany im Nordwesten.

## Geschichte
Die erste schriftliche Erwähnung des Dorfes erfolgte im Jahre 1273 unter dem Namen Heinrichov zusammen mit Chrášťany, Ovčáry und Břežany in einer Schutzurkunde des Papstes Gregor X. für die Dörfer des Klosters Strahov. Wahrscheinlich wurde das Dorf nach dem zwischen 1208 und 1219 amtierenden Strahover Abt Heinrich benannt. 1344 findet sich im Strahover Urbar erstmals die Bezeichnung Lhota, später wurde das Dorf zur Unterscheidung von Lhotka Velká Lhota genannt. Der Name Jestřabí Lhota bildete sich im 15. Jahrhundert heraus; möglicherweise leitet er sich von einem Großbauern mit Namen Jestřab oder auch einem reichen Bestand an Habichten in den umliegenden Wäldern her. Zu Beginn der Hussitenkriege verwüstete ein ungarisches Söldnerheer König Sigismunds Ende 1420 die Gegend nördlich von Kolín; dabei erlosch auch Břežany, dessen Fluren Jestřabí Lhota zugeschlagen wurden.
Im Jahre 1436 verpfändete König Sigismund die Stadt Kolín mit den umliegenden Dörfern, darunter Jestřabí Lhota, für 3000 Schock Groschen an Bedřich von Strážnice, der daraus die Herrschaft Kolín bildete. Um 1475 entstand auf den Gründen von Břežany der Fischteich Bačovský rybník. Zu Beginn des Dreißigjährigen Krieges wurde das Dorf 1618 durch das Ständeheer unter Albrecht Jan Smiřický von Smiřice niedergebrannt. In der berní rula von 1654 sind für Jestřabí Lhota nur noch vier Bauern aufgeführt, 65 % der Flächen lagen wüst. Im Zuge der Raabisation ließ die k.k. Kammerherrschaft Kolín 1778 auf der emphyteutisierten Teichstätte des Bačovský rybník das Dorf Freudenek anlegen. 1798 lebten in Jestřabí Lhota 292 Personen. Kaiser Franz I. verkaufte die Kammerherrschaft Kolín 1829 an den Textilfabrikanten Jacob Veith. 1834 wurde in Jestřabí Lhota eine Schule eröffnet, bis dahin wurden die Kinder in der Pfarrschule von Ohaře unterrichtet.
Im Jahre 1843 bestand das im Kauřimer Kreis gelegene Rustikaldorf Lhota Gestřaby bzw. Lhota Gestřebna aus 54 Häusern, in denen 411 Personen, darunter 24 protestantische und eine jüdische Familie lebten. Im Ort gab es ein Wirtshaus. Gepfarrt war das Dorf nach Wohař; der Amtsort war Kaisersdorf. Bis zur Mitte des 19. Jahrhunderts blieb Lhota Gestřaby der Herrschaft Kolín untertänig.
Nach der Aufhebung der Patrimonialherrschaften bildete Jestřábí Lhota ab 1849 mit dem Ortsteil Volárna eine Gemeinde im Gerichtsbezirk Kolin. 1862 erwarb Franz Horsky die Grundherrschaft Kolin von den Erben des Wenzel Baron Veith. Horsky leitete umgehend eine Modernisierung der Landwirtschaft ein. Ab 1868 gehörte das Dorf zum Bezirk Kolin. 1869 hatte Jestřábí Lhota 475 Einwohner und bestand aus 69 Häusern. Die Freiwillige Feuerwehr wurde 1878 gegründet. Zwischen 1878 und 1893 wurde das Schulhaus mehrmals für den zwei- bzw. dreiklassigen Unterricht vergrößert. Horskys Enkel Adolf Richter ließ 1894 von der Kolíner Zuckerfabrik bis zum Eleonorenhof die schmalspurige Koliner Rübenbahn anlegen, die er 1896 noch bis Jestřábí Lhota verlängern ließ. Im Jahre 1900 lebten in Jestřábí Lhota 502 Menschen, 1910 waren es 543. 1914 erhielt das Dorf eine öffentliche Beleuchtung. Seit 1924 wird Jestřabí Lhota als amtlicher Gemeindename verwendet. Volárna löste sich 1927 von Jestřabí Lhota los und bildete eine eigene Gemeinde. 1930 hatte Jestřabí Lhota 494 Einwohner und bestand aus 119 Häusern. In den Jahren 1935–1936 wurde die Ortsverbindungsstraße nach Volárna gebaut, 1938 folgte die Straße nach Němčice. Zwischen 1949 und 1951 wurde der neue Sitz der Gemeindeverwaltung gebaut. Die Rübenbahn wurde 1968 stillgelegt und die Gleise rückgebaut. Beim Zensus von 2001 lebten in den 140 Häusern von Jestřabí Lhota 366 Personen. Seit 2012 führt die Gemeinde ein Wappen und Banner.

## Sehenswürdigkeiten
- Glockenbaum aus rot angestrichenem Kuttenberger Sandstein auf dem Dorfplatz, errichtet 1897.
- Steinernes Kreuz auf dem Dorfplatz, errichtet 1880 an der Stelle eines an die Straße nach Kolín versetzten Holzkreuzes. Es wurde 2005 saniert.
- Denkmal für die Gefallenen des Ersten Weltkrieges auf dem Dorfplatz. Es wurde 1920 vom Steinmetz Josef Čermák aus Městec Králové geschaffen. 1992 wurde die verloren gegangene Plakette mit dem Porträt von T. G. Masaryk durch eine Kopie ersetzt. Im Jahre 2004 wurde es saniert.
- Gusseisernes Kreuz auf Steinsockel, südlich des Dorfes an der alten Kolíner Straße, errichtet 1907 anstelle des vom Dorfplatz stammenden Holzkreuzes. 2005 erfolgte eine Instandsetzung.
- Getreidespeicher der Landwirtschaftlichen Genossenschaft Kolín, errichtet 1938

## Söhne und Töchter der Gemeinde
- Josef Václav Paleček (1842–1915), Opernsänger (Bass), er wirkte vor allem in Russland
- Josef Souček (1864–1938), evangelischer Theologe
- Alois Roudnický (1877–1939), katholischer Geistlicher und Politiker (ČSL), Mitglied der Nationalversammlung